# Vodafone

Em vermelho, a Vodafone na Europa. Em laranja, países com patentes pertencentes à Vodafone

Vodafone Group Plc é uma operadora móvel multinacional inglesa com sede em Londres, Reino Unido. Tem, atualmente, participações em 25 países e redes parceiras (redes nas quais ela não tem capital próprio) em mais 42 países. Sua subsidiária portuguesa tem sede no Parque das Nações, em Lisboa. 
A Vodafone tem 260 milhões de clientes, principalmente de sistema Global para Comunicações Móveis, em 25 países, nos cinco continentes. Até 2002, era a maior operadora de telemóveis do mundo. Atualmente, é a segunda maior, atrás de China Mobile e a primeira ocidental e mais desenvolvida. Os oito mercados onde ela tem mais de 10 milhões de clientes são Reino Unido, Alemanha, Índia, Itália, Espanha, Turquia, Egito e os Estados Unidos. Nos Estados Unidos, esses clientes vêm através da sua participação minoritária na Verizon Wireless. Nos outros sete mercados, tem uma participação maioritária nas suas subsidiárias. Conta com muitos telemóveis exclusivos com a marca do mesmo nome da operadora ou a marca Sharp, por exemplo e tecnologia de ponta, o 4G.
Em julho de 2013, era a segunda maior operadora móvel mundial, com cerca de 381,7 milhões de clientes em todo o mundo, perdendo apenas para a China Mobile, que tem 726,3 milhões de clientes.
De 2007 a 2013, a Vodafone foi o patrocinador principal da McLaren, equipe britânica de Fórmula 1, espalhando sua imagem no mundo automobilístico.

## História
Em 1980, Ernest Harrison, então presidente da Racal – o maior fabricante de rádios militares do Reino Unido – negociou um acordo com Lord Weinstock da General Electric Company (GEC) do Reino Unido, que deu à Racal acesso a algumas das tecnologias de rádio de campo de batalha da GEC. Harrison instruiu o chefe da divisão de rádio militar de Racal, Gerry Whent, a explorar o uso dessa tecnologia para fins civis. Whent visitou uma fábrica de rádios móveis administrada pela empresa norte-americana General Electric (sem relação com a UK GEC) na Virgínia, naquele mesmo ano. Em 1981, a subsidiária Racal Strategic Radio Ltd foi criada.
Jan Stenbeck, chefe de um crescente conglomerado sueco, fundou uma empresa americana, a Millicom Inc, e abordou Gerry Whent em julho de 1982 sobre uma licitação conjunta para a segunda licença de rádio celular do Reino Unido. Os dois fecharam um acordo dando à Racal 60% da nova empresa, Racal-Millicom Ltd, e à Millicom 40%. Devido às preocupações do Governo do Reino Unido sobre a propriedade estrangeira, os termos foram revistos e, em dezembro de 1982, a parceria Racal-Millicom recebeu a segunda licença de rede de telefonia móvel do Reino Unido. A propriedade final da Racal-Millicom Ltd era de 80% da Racal, com a Millicom detendo 15% mais royalties, e a empresa de capital de risco Hambros Technology Trust detendo 5%. De acordo com o Secretário de Estado de Negócios e Comércio do Reino Unido , "a proposta apresentada pela Racal-Millicom Ltd. proporcionou a melhor perspectiva para uma cobertura nacional antecipada por rádio celular."
A Vodafone foi lançada em 1 de janeiro de 1985 sob o novo nome de Racal-Vodafone (Holdings) Ltd, com seu primeiro escritório baseado no Courtyard em Newbury, Berkshire, e logo depois Racal Strategic Radio foi renomeada Racal Telecommunications Group Limitado. O primeiro funcionário não pertencente à Vodafone a fazer uma chamada de telemóvel no Reino Unido foi o comediante Ernie Wise, de St Katharine Docks, Londres, em 1 de janeiro de 1985. Em 29 de dezembro de 1986, a Racal Electronics emitiu ações para os acionistas minoritários da Vodafone. no valor de £ 110 milhões, e a Vodafone tornou-se uma marca de propriedade integral da Racal.
Em 26 de outubro de 1988, a Racal Telecom, detida maioritariamente pela Racal Electronics, abriu o capital na Bolsa de Valores de Londres com 20% das suas ações em circulação. A flutuação bem-sucedida levou a uma situação em que a participação da Racal na Racal Telecom foi mais valorizada do que a totalidade da Racal Electronics. Sob pressão do mercado de ações para obter valor total para os acionistas, a Racal cindiu a Racal Telecom em 1991.
Em 16 de setembro de 1991, a Racal Telecom foi cindida da Racal Electronics como Grupo Vodafone, com Gerry Whent como seu CEO.
Em julho de 1996, a Vodafone adquiriu os dois terços da Talkland que ainda não possuía por £ 30,6 milhões. Em 19 de novembro de 1996, em um movimento defensivo, a Vodafone comprou por £ 77 milhões a Peoples Phone, uma rede de 181 lojas cujos clientes usavam predominantemente a rede da Vodafone. Em um movimento semelhante, a empresa adquiriu os 80% que ainda não possuía da Astec Communications, uma prestadora de serviços com 21 lojas.
Em janeiro de 1997, Whent se aposentou e Chris Gent assumiu como CEO. No mesmo ano, a Vodafone introduziu o seu logotipo Speechmark, composto por uma aspa em círculo, com o Os no logotipo da Vodafone representando aspas de abertura e fechamento e sugerindo conversa.
Em 29 de junho de 1999, a Vodafone concluiu a compra do provedor de serviços americano AirTouch e mudou seu nome para Vodafone Airtouch plc. A empresa resultante da fusão iniciou suas atividades em 30 de junho de 1999.  A aquisição deu à Vodafone uma participação de 35% na Mannesmann , proprietária da maior rede móvel alemã.  Para obter a aprovação antitruste para a fusão, a Vodafone vendeu a sua participação de 17,2% no concorrente alemão da Mannesmann, E-Plus.
Em 21 de setembro de 1999, a Vodafone concordou em fundir os seus ativos sem fio nos EUA com os da Bell Atlantic Corp para formar a Verizon. A fusão foi concluída em 4 de abril de 2000, apenas alguns meses antes da fusão da Bell Atlantic com a GTE para formar a Verizon Communications.
Em Novembro de 1999, a Vodafone fez uma oferta não solicitada pela Mannesmann, que foi rejeitada. O interesse da Vodafone na Mannesmann aumentou com a compra da Orange, a operadora móvel do Reino Unido, por esta última. Gent diria mais tarde que a mudança de Mannesmann para o Reino Unido quebrou um "acordo de cavalheiros" para não competir no território de origem um do outro.  A aquisição hostil provocou fortes protestos na Alemanha e uma "luta titânica" que viu Mannesmann resistir aos esforços da Vodafone. No entanto, em 3 de fevereiro de 2000, o conselho da Mannesmann concordou com uma oferta aumentada de £ 112 bilhões, então a maior fusão corporativa de todos os tempos.  A UE aprovou a fusão em Abril de 2000, depois da Vodafone ter concordado em alienar a marca 'Orange', que foi adquirida em Maio de 2000 pela France Télécom.
Em 28 de Julho de 2000, a Empresa voltou ao seu antigo nome, Vodafone Group plc.
Em 17 de Dezembro de 2001, a Vodafone introduziu o conceito de “Redes Parceiras”, ao assinar a TDC Mobil da Dinamarca. O novo conceito envolveu a introdução dos serviços internacionais da Vodafone no mercado local, sem necessidade de investimento por parte da Vodafone. O conceito seria utilizado para estender a marca e os serviços Vodafone a mercados onde não tinha participações em operadoras locais. Os serviços da Vodafone seriam comercializados no âmbito do regime de dupla marca, onde a marca Vodafone é adicionada no final da marca local. (ou seja, TDC Mobil-Vodafone etc.).
A Vodafone patrocinou o Manchester United FC, time da Premier League, no futebol de 2000 até a temporada 2005-06.
Em 2007, a Vodafone celebrou um acordo de patrocínio principal com a equipe McLaren de Fórmula 1 (anteriormente patrocinada pela Vodafone Scuderia Ferrari de 2002 a 2006), que foi negociada como "Vodafone McLaren Mercedes" até o término do patrocínio no final da temporada de 2013.
Em 1 de dezembro de 2011, adquiriu a Bluefish Communications Ltd, com sede em Reading, uma empresa de consultoria em TIC. As operações adquiridas formaram o núcleo de uma nova prática de Comunicações Unificadas e Colaboração dentro de sua subsidiária Vodafone Global Enterprise,  que se concentraria na implementação de estratégias em computação em nuvem e fortaleceria sua oferta de serviços profissionais.
Em abril de 2012, a Vodafone anunciou um acordo para adquirir a Cable & Wireless Worldwide (CWW) por £ 1,04 bilhão. A aquisição deu à Vodafone acesso à rede de fibra da CWW para empresas, permitindo-lhe oferecer comunicações unificadas às empresas. No dia 18 de junho de 2012, os acionistas da Cable & Wireless votaram a favor da oferta da Vodafone.
Em 2 de setembro de 2013, a Vodafone anunciou que venderia sua participação de 45% na Verizon Wireless para a Verizon Communications por US$ 130 bilhões.

## Em Portugal

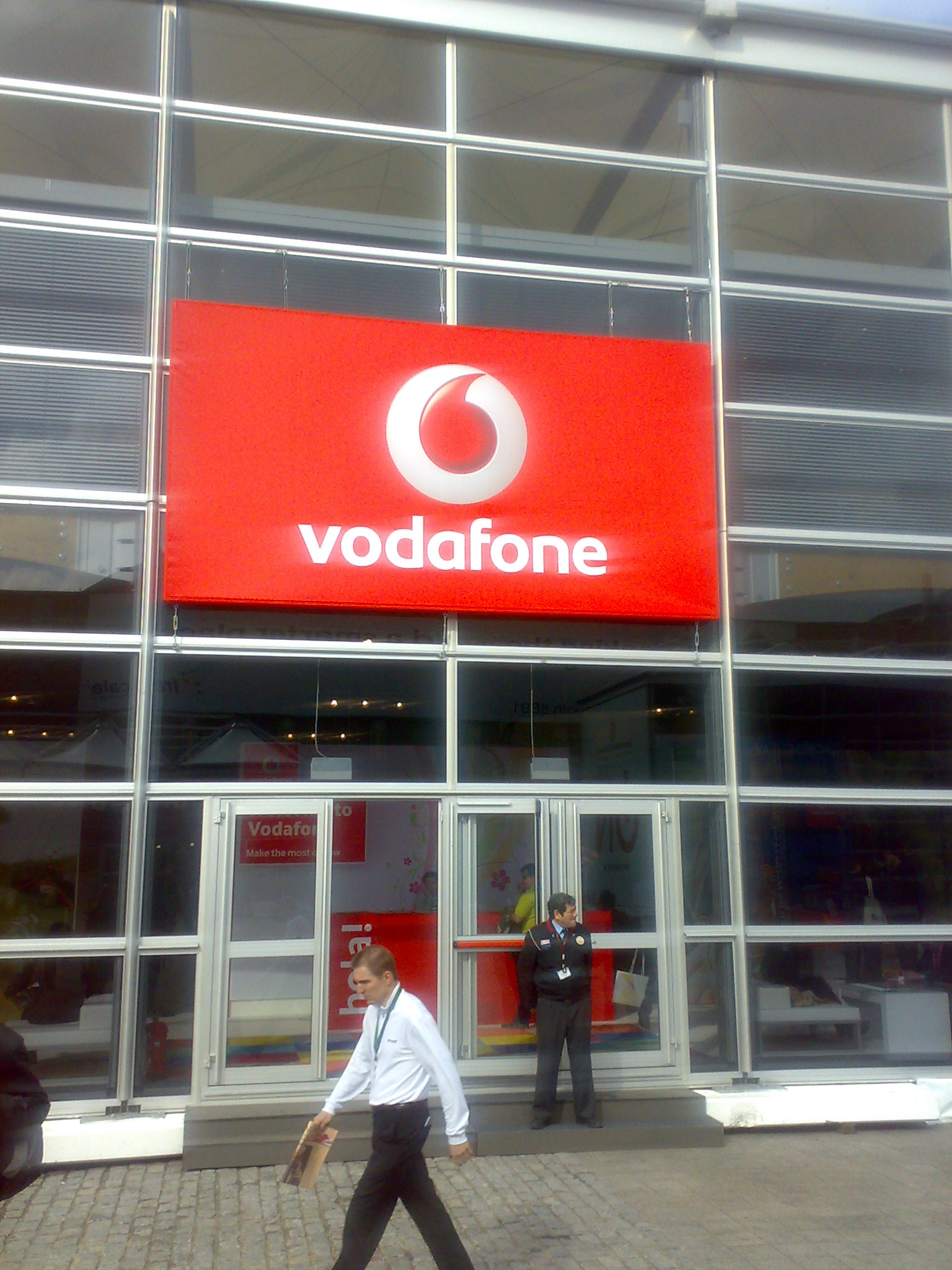
Loja da Vodafone em Barcelona na Espanha

A Telecel inaugurou a sua atividade comercial em 18 de Outubro de 1991, disponibilizando de imediato ao público um serviço de comunicações móveis Sistema Global para Comunicações Móveis totalmente operacional e cobrindo, na altura, 57 por cento do território e 83 por cento da população nacional. Com a entrada em funcionamento da sua rede móvel, exatamente um ano após a obtenção da licença de exploração, estabeleceu-se então o recorde mundial da instalação mais rápida de uma rede Sistema Global para Comunicações Móveis. Na sua oferta de serviços, foi a primeira operadora portuguesa a explorar as funcionalidades da difusão celular.
Em 2000, o Grupo Vodafone comprou a Telecel que a fez mudar para o nome Telecel Vodafone em Janeiro de 2001 e, finalmente, Vodafone, em 22 de Outubro do mesmo ano, mas abandonando uma lista de serviços que a antiga operadora dispunha. A partir desta data e até meados de 2007, utilizou o slogan How are you? a nível mundial, representando a presença da multinacional em Portugal e procurando estabelecer uma relação de proximidade com os Clientes.
Começou a operar na rede 3G em 12 de Fevereiro de 2004 e em Junho de 2005, a rede já servia 72 por cento da população portuguesa através de mais de 1 400 estações-base que cobriam 120 cidades de Portugal continental e Regiões Autónomas.
A Vodafone foi o segundo operador a lançar a rede High-Speed Downlink Packet Access, mais conhecida como 3,5G (Terceira Geração e Meia), atingindo, esta última, velocidades de até 7,2 megabits por segundo em algumas regiões do país (Lisboa, Porto e Faro).
Em junho de 2009, a Vodafone anunciou o lançamento da nova velocidade de banda larga móvel: 21,6 megabits por segundo. A velocidade encontra-se limitada a Lisboa e zonas circundantes e ao Porto, tendo, o resto do país, velocidades que variam entre 1,8 e 7,2 megabits por segundo.
A 17 de julho de 2009, a Vodafone apresentou ao público o serviço de televisão pela plataforma internet protocol television, Vodafone Casa TV, com cerca de cem canais e vários serviços de interactividade.
A 29 de Novembro de 2021, foi concedida a licença por parte da ANACOM (Autoridade Nacional de Comunicaçoes) para começar a operar na rede 5G.
A 07 de Fevereiro de 2022, a Vodafone foi vítima de um de um ciberataque 'terrorista e criminoso' que levou à interrupção abrupta dos seus serviços, tendo sido recuperados praticamente na sua totalidade em 11 de fevereiro de 2022.
A sede da Vodafone Portugal situa-se no Parque das Nações, em Lisboa.

## Na Europa
A Vodafone encontra-se presente em diversos países da Europa, seja com empresas do grupo, com filiais ou com patentes que foram adquiridas e que se encontram sob a gestão da marca principal.

## Operações da Empresa

### Europa
- Vodafone Albânia (100%)

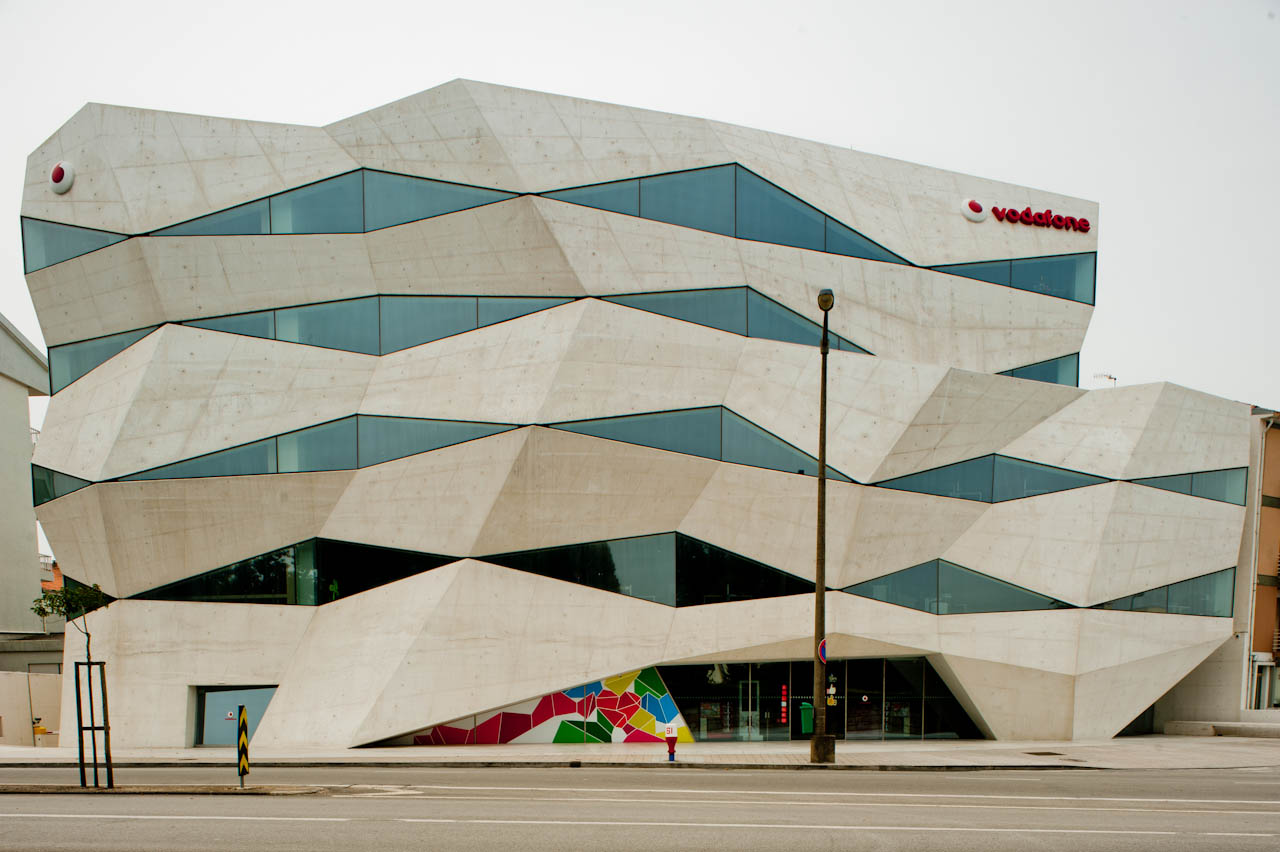
Edificio Vodafone (Porto).

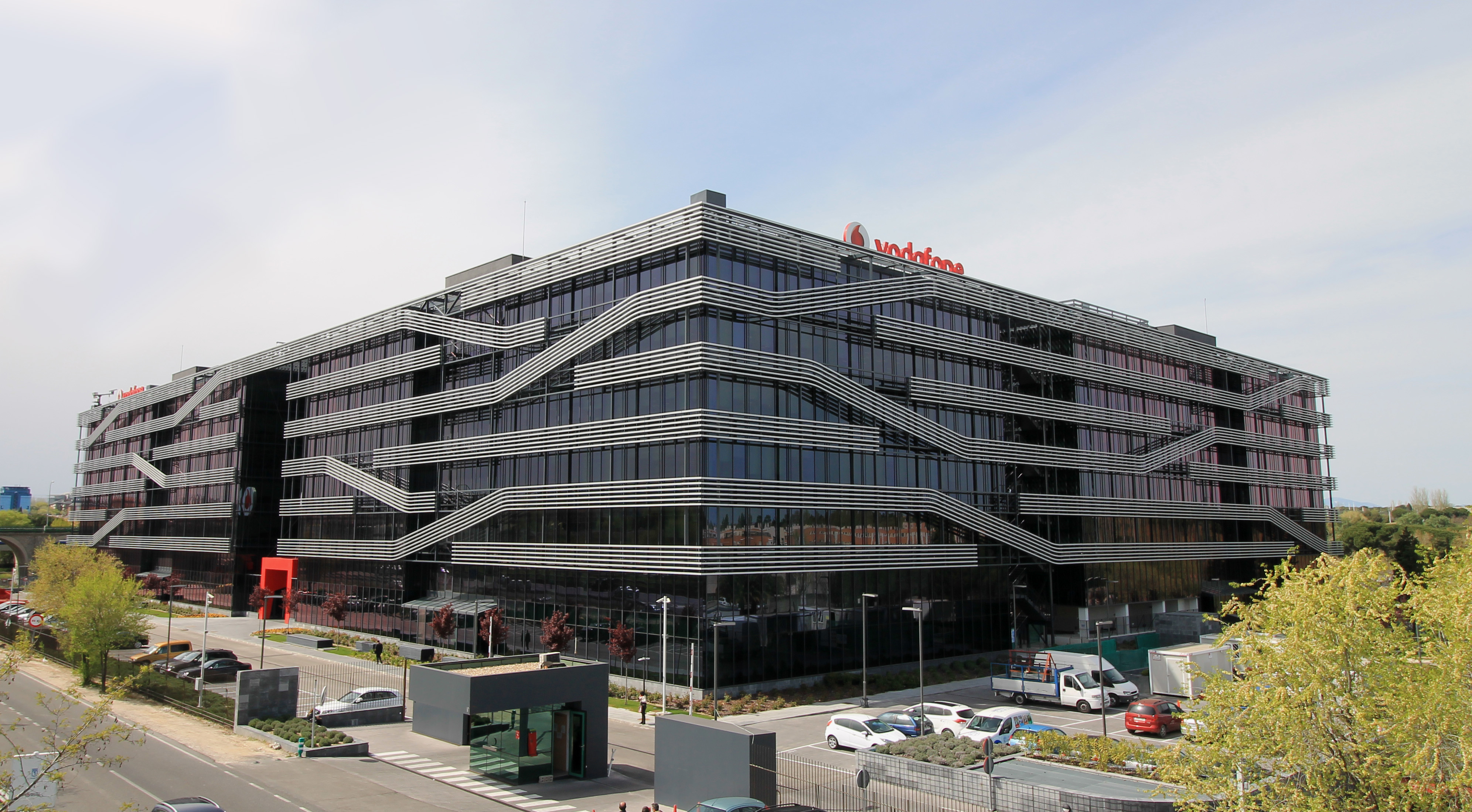
Vodafone Espanha (Madrid).

- Vodafone Czech Republic (100%)
- Vodafone Germany (100%)
- Vodafone Greece (100%)
- Vodafone Hungary (100%)
- Vodafone Ireland (100%)
- Vodafone Italy (77%)
- Vodafone Malta (100%)
- Vodafone Netherlands (100%)
- Vodafone Portugal (100%)
- Vodafone Romania (100%)
- Vodafone Spain (100%)
- Vodafone Turkey (100%)
- Vodafone UK (100%)

### Ásia
- Vodafone India (67%)
- Vodafone Qatar (100%)

### África
- Vodacom (65%)
- Vodafone Egypt (100%)
- Vodafone Ghana (70%)
- Vodacom Moçambique (100%)

### Oceania
- Vodafone Hutchison Australia (50%)
- Vodafone New Zealand (100%)

## Identidade da marca

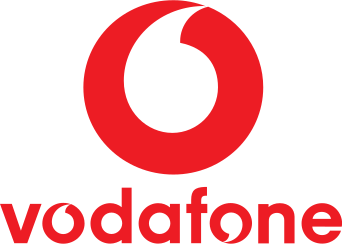
1997-2006
2006-2017
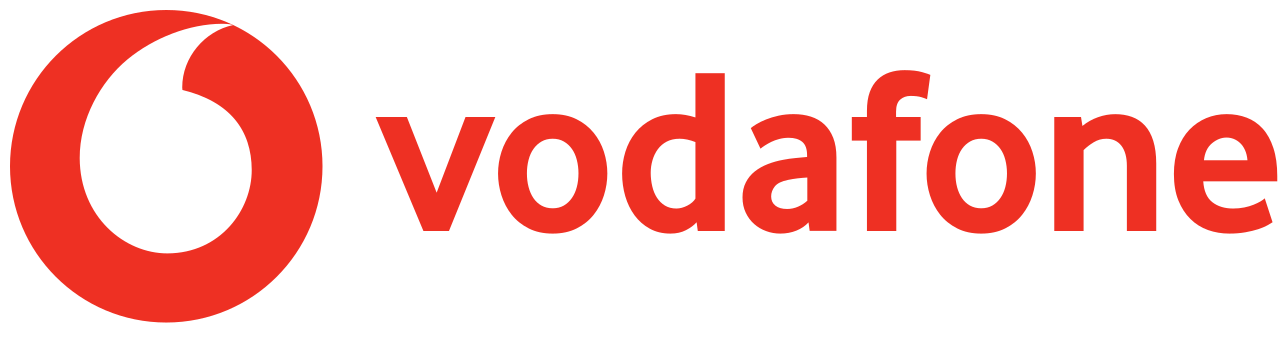
2017-present